# EuroGSM
EuroGsm este un retailer autohton în domeniul telecom, cu o rețea de magazine extinsă la 80 de orașe și 113 unități în cei 16 ani de existență.  Compania a fost înființată de Silvia și Zsolt Fodor în anul 1997 prin deschiderea în Cluj-Napoca a primului magazin specializat în comercializarea telefoanelor GSM și a altor produse telecom. Din 1997 până în prezent compania și-a extins treptat portofoliul de produse și servicii specifice pieței telecom.
Din 1997 compania EuroGsm s-a extins prin investiții  în dezvoltarea rețelei de magazine la nivel național și prin oferirea unei game diversificate de produse și servicii telecom.
În anul 2006, a cumpărat Digital GSM, o rețea de 23 de magazine, și Kartel, o rețea de 17 magazine specializate în comercializarea de servicii și produse pentru telefonia mobilă, ajungând la finele acestor tranzacții la 130 de magazine.
În decembrie2008, EuroGsm a cumpărat și dealerul GSM Kopiernicus din Cluj, care deținea 15 magazine, fiind tot partener Orange Cluj-Napoca.
Din cele 130 de magazine, aproximativ 39 de locații funcționează în regim de franciză, un model lansat la finalul lui 2007.

## Premii
Principalele premii obținute de EuroGsm în ultimii ani confirmă poziția importantă a companiei Euro-GSM pe piața de retail cu specific telecom:
- 2007 - Cel mai bun partener Orange Cluj-Napoca
- 2006 - Cel mai bun dealer Orange Cluj-Napoca - Connect
- 2005 - Caștigarea titlului "Best Partner" la Gala "All of fame" organizată de Orange Romania Cluj-Napoca
- 2004 - Medalia de aur și premiul I pentru vânzările de abonamente Orange Cluj-Napoca
- 2003 - Premiul III pentru distribuția produselor Orange PrePay Cluj-Napoca
- 2002 - Numărul unu - Canale de distribuție MobilRom
- 2001 - Cel mai bun canal de distribuție Dialog Cluj-Napoca
- 2000 - Cel mai bun dealer Dialog Cluj-Napoca - Canale de distribuție
- 1999 - Premiul III pentru eficiență Dialog Cluj-Napoca